# Kai no tora Takeda Shingen
Kai no tora Takeda Shingen (甲斐の虎武田信玄?) è un manga creato dallo scrittore Kazuo Koike e dal disegnatore Gōseki Kojima. La serializzazione dell'opera ha avuto inizio nel 1987 e si è conclusa l'anno successivo, nel 1988. L'opera è stata poi raccolta in sei volumi tankōbon pubblicati dalla casa editrice Kadokawa Shoten.

## Trama
Kai no tora Takeda Shingen racconta le gesta di uno tra i più rinomati personaggi storici del Giappone: Takeda Shingen.